# ДЕЛ-01
ДЕЛ-01 — дослідний дизель-поїзд Луганського тепловозобудівного заводу з електричною передачею і асинхронними тяговими двигунами. Побудований в єдиному екземплярі в 1996 році, в регулярній експлуатації не був; списаний у 2007 році.

## Історія
Відповідно до світової практики розвитку рухомого складу залізниць, перед залізницями України постало питання про створення дизель-поїзда з електричною передачею змінного струму з використанням асинхронних тягових двигунів. Для вирішення цього завдання на Луганському тепловозобудівному заводі був побудований дослідний дизель-поїзд ДЕЛ-01-001.
Результати випробувань дизель-поїзда ДЕЛ-01 показали, що реалізовані технічні рішення, в основному, підтвердили правильність обраних конструктивних параметрів. За результатами випробувань дизель-поїзда ДЕЛ-01 була проведена доробка систем управління і комплектуючого обладнання і здійснена його модернізація, одночасно з якою був побудований дизель-поїзд ДЕЛ-02.
Дизель-поїзд не був в регулярній експлуатації, знаходився в РПЧ-7 Родакове Донецької залізниці. У 2007 році був списаний.

## Загальні відомості
Дизель-поїзд призначений для приміських перевезень пасажирів в районах з помірним кліматом.
Основні складові дизель-поїзда — чотири вагони (2 моторних, 2 причіпних). Схема управління забезпечує можливість експлуатації двох зчленованих дизель-поїздів з одного поста управління.
Передача — електрична, з асинхронними тяговими електродвигунами і частотними перетворювачами.
Гальмо — електричне, електропневматичне, ручне.
Візок моторного вагона безщелепний з індивідуальним приводом колісних пар. Підвішування тягового двигуна і тягового редуктора — опорно-рамне. Передача крутного моменту до коліс здійснюється через порожнистий вал і гумокордну муфту. Двоступеневе ресорне підвішування забезпечує високу плавність ходу.
Кузов вагона виконаний з нержавіючої сталі. Між вагонами знаходяться закриті перехідні площадки балонного типу. Вагони дизель-поїзда обладнані автозчепленням СА-3. Моторний вагон має дві, а причіпний — три зовнішні розсувні двері, з обох боків.
Пасажиромісткість — 416 осіб, в тому числі, в моторному вагоні — 72, у причіпному — 136.

## Технічні характеристики
- Довжина по осях автозчеплення — 101 000 мм;
- Число сидячих місць — 416;
- Потужність головних дизелів — 2×800 к.с.;
- Конструкційна швидкість — 130 км/год;
- Мінімальний радіус проходження кривих — 125 м;
- Ширина колії — 1520 мм;
- В експлуатації — не був, не експлуатується;
- Матеріал вагона — сталь;
- Кількість дизельних двигунів — 2;
- Тип передачі — електрична;
- Тип гальма — електричне, електропневматичне, ручне;
- Діаметр коліс — 950 мм;
- Кількість вагонів в поїзді — 4;
- Компонування — М-2П-М;